# Девольф, Джон (капитан)
Джон ДеВольф (англ. John DeWolf, 6 сентября 1779 — 6 марта 1872), также известный как Джон Д’Вольф, Джон ДеВольф II, Норвест Джон или Нор’вест Джон, был морским капитаном, торговцем и бизнесменом, известным своей ролью в морской торговле пушниной и своим влиянием на Российско-американскую компанию в Ново-Архангельске (ныне Ситка, Аляска) в Русской Америке, а также тем, что был дядей Германа Мелвилла, автора романа «Моби Дик». Джон ДеВольф был первым американцем, достоверно пересёкшим по суше Сибирь, и, вероятно, первым человеком, совершившим кругосветное путешествие с пересечением Азии по суше.

## Ранние годы
Джон ДеВольф родился в Бристоле, штат Род-Айленд, и был единственным ребёнком Саймона ДеВольфа и Ханны Мэй. Саймон умер в 1779 году в возрасте 26 лет. Джон был представителем известной семьи ДеВольф из Род-Айленда, которая разбогатела благодаря работорговле через Атлантику, начиная с деда ДеВольфа, Марка Энтони ДеВольфа. Семья ДеВольф оказала большое влияние на Бристоль в раннюю эпоху существования Соединённых Штатов.
В юном возрасте ДеВольф отправился в море, участвуя в семейном бизнесе по торговле рабами. Он писал, что ему не нравится работорговля, и он хотел бы положить конец своему участию в ней, попытав счастья в морской пушной торговле, которая включала торговлю с коренными народами северо-западного побережья Тихого океана мехом каланов, за который дорого платили в Китае. В то же время, около 1800 года, Джеймс ДеВольф, патриарх семьи ДеВольф и дядя Джона задумался над диверсификацией семейного бизнеса в связи с ужесточением ограничений на работорговлю. Морская пушная торговля процветала около 1800 года, и семья ДеВольф имела все возможности присоединиться к этому бизнесу. По крайней мере одна морская экспедиция по торговле пушниной была организована семьёй ДеВольф в период с 1801 по 1804 год. Это путешествие, совершённое на одном из кораблей семьи ДеВольф, «Юнона», под командованием капитана Джабеза Гиббса, вернулось в Новую Англию в 1804 году.
Вскоре после возвращения Джона ДеВольфа в из плавания 1804 году «Юнона» была переписано на Джорджа и Джона ДеВольфов как основных владельцев перед отправкой судна в ещё одно морское предприятие по торговле пушниной, на этот раз с ДеВольфом в качестве капитана.

## «Юнона»
В 1799 году верфь в Дайтоне, штат Массачусетс, завершила строительство «Юноны» (англ. Juno). Согласно судовым реестрам в Род-Айленде, где «Юнона» была зарегистрирована в 1800 году, её длина составляла 82,5 фута (25 м), ширина 24 фута (7,3 м) и глубина 12 футов (3,7 м). Водоизмещение до 295 тонн при полной загрузке. «Юнона» — трёхмачтовое двухпалубное быстроходное парусное торговое судно с острым килем, обшитым медью. Согласно записям, на носу судна находилась женская фигура, вероятно, олицетворявшая одноимённую римскую богиню. Она была вооружена восемью пушками. Форма и вооружение придавали «Юноне», как утверждал ДеВольф, «грозный и воинственный вид».

## Тихоокеанский северо-запад и Сибирь
Джон ДеВольф приобрёл «Юнону» в частичную собственность и в возрасте 24 лет стал её капитаном и суперкарго, а также получил в распоряжение команду из 26 человек. Подготовив судно к длительному переходу, с большим грузом товаров, включавшим скобяные изделия, ром, табак, бусы, сушёную говядину, огнестрельное оружие и хлопок, предназначенных как для коренных народов Тихоокеанского северо-западного побережья, так и для русских на Аляске, ДеВольф покинул Род-Айленд 13 августа 1804 года. 20 сентября он миновал Кабо-Верде. 9 октября пересёк экватор и вскоре подошёл к Рио-де-Жанейро.
13 ноября 1804 года «Юнона» повстречалась с «Мэри», другим морским пушным торговым судном, направлявшимся на северо-запад Тихого океана под командованием капитана Трескотта из Бостона. Капитаны решли вместе следовать к мысу Горн. В середине ноября оба корабля прошли Фолклендские островова и приготовились обогнуть мыс Горн. 19 ноября 1804 года во время шторма корабли «Юнона» и «Мэри» столкнулись. Они получили различные повреждения, в особенности такелажа, но смогли продолжить путь, расцепившись. Корабли потеряли друг друга из виду на большую часть декабря.
К 10 декабря 1804 года ДеВольф решил, что «Юнона» находится к северо-западу от мыса Горн, и основная опасность миновала. Он решил остановиться в испанском Чили для крайне необходимого ремонта. Капитан Трескотт с «Мэри» решил не останавливаться, поэтому 29 декабря 1805 года корабли расстались. ДеВольф приблизился к Консепсьону, ненадолго остановился в Вальпараисо, а затем с 20 по 28 января 1805 года оставался в Кокимбо, после чего продолжил путь.
7 апреля 1805 года ДеВольф достиг морского пункта торговли пушниной Нахвитти на северной оконечности острова Ванкувер. Он обнаружил, что «Мэри» уже там, как и ещё одно торговое судно — «Перл» под командованием Джона Эббетса, который помог провести «Юнону» в гавань. ДеВольф столкнулся с трудностями в торговле с коренными народами Нахвитти, в основном с квакиутль. К 1805 году популяция каланов значительно сократилась, а запрашиваемые цены оказались для ДеВольфа слишком высокими. 20 апреля 1805 года он отправился в более северный торговый район Кайгани. ДеВольф прибыл в Кайгани в конце апреля 1805 года и обнаружил там два торговых судна — «Ванкувер» под командованием Томаса Брауна и «Каролину» под командованием Уильяма Стерджиса. ДеВольф заменил повреждённую бизань-мачту «Юноны». Местные жители племени хайда предлагали на продажу мех калана, но, как и в Нахвитти, ДеВольф посчитал цены слишком высокими.

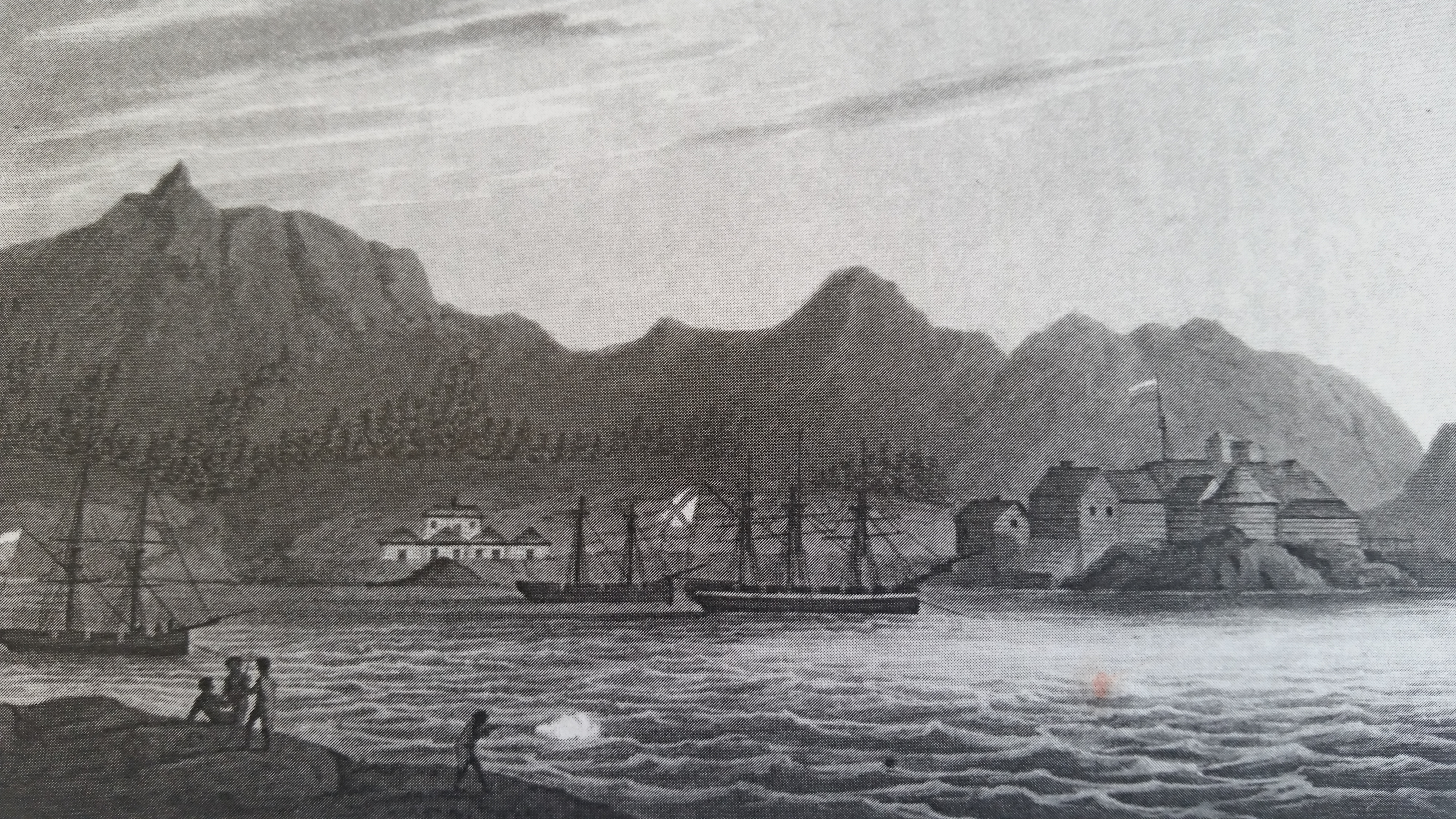
Ново-Архангельск (ныне Ситка) в 1805 году.

В мае 1805 года ДеВольф покинул Кайгани и перешёл на север, к посту Российско-американской компании (РАК) в Ново-Архангельске (ныне Ситка, Аляска). Пост был отвоёван у коренного народа кикс-ади-Тлинкит менее чем за год до этого, после битвы при Ситке, кульминации русско-тлинкитского конфликта в Ситке с 1799 года. Решающую роль в победе русских над тлинкитами сыграло своевременное прибытие военного корабля «Нева» под командованием Юрия Лисянского, капитан-лейтенанта Российского императорского флота. После битвы выжившие тлинкиты двинулись на северо-восток, совершив миграцию, известную как «Марш выживания». Они поселились в районе, где пролив Перил соединяется с проливом Чатем, особенно в районе мыса Крейвен.

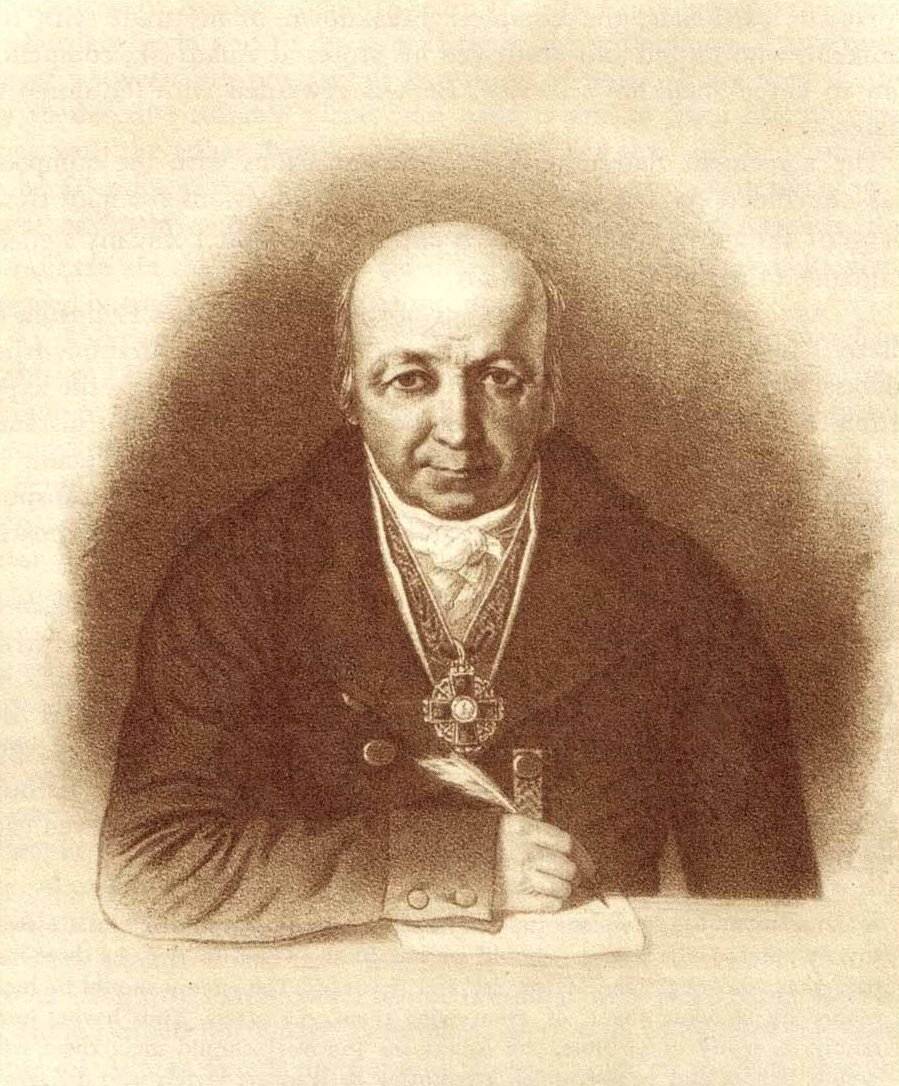
Александр Баранов

Когда ДеВольф прибыл, управляющий РАК Александр Баранов, прогнавший тлинкитов, был в Ситке. Американец, работавший в РАК, Авраам Джонс, познакомил ДеВольфа и Баранова. Они хорошо поладили. ДеВольф был впечатлён дружелюбием и гостеприимством Баранова.
Успешно продав часть товара русским в Ситке, ДеВольф отправился на «Юноне» на юг, останавливаясь во многих местах для торговли с коренными народами. В конце июня 1805 года ДеВольф снова прибыл в Нахвитти. В гавани он обнаружил уже пять торговых судов: «Мэри», «Перл», а также три судна, принадлежавшие семье Лайман из Бостона: «Лидию» под командованием Сэмюэля Хилла, «Ванкувер» под командованием Томаса Брауна и «Атауальпу». «Атауальпа» только что пережила суровое столкновение с народом хейлцук (Q̓vúqvay̓áitx̌v) в заливе Милбанк, в результате которого погибли капитан, первый помощник, второй помощник, суперкарго, бондарь, кок и многие матросы. Различные корабли переводили членов экипажа и грузы, а также проводили ремонт, чтобы «Атауальпа» могла отправиться в Китай, а затем в Новую Англию. ДеВольф тоже помогал.
В середине июля 1805 года ДеВольф вновь отправился вдоль побережья на север. 27 июля 1805 года он достиг пролива Чатем и встретил большую группу тлинкитов. Тлинкиты пригласили «Юнону» причалить для торговли, но сделали это так, что ДеВольф заподозрил неладное и приказал команде быть готовыми к бою. Из-за слабого ветра «Юнона» пробыла в этом районе до 10 августа 1805 года. Когда он пытался вывести «Юнону» в пролив, корабль попал в отлив и налетел на скалу, оставаясь на мели до прилива. ДеВольф подготовил шлюпки из-за возможной атаки или затопления. К счастью, киль «Юноны» оказался между трёх камней, что не позволило кораблю перевернуться. Во время отлива экипажу удалось осмотреть днище корабля и выполнить некоторые ремонтные работы. Утром на каноэ пришло много тлинкитов. Пока велась торговля, ДеВольф для предотвращения нападения взял в заложники тлинкита. Оказалось, что «Юнона» не получила серьёзных повреждений и могла уйти со следующим приливом. ДеВольф освободил заложника, «сделав ему очень щедрый подарок за его задержание», и направился в Ситку. Осмотр днища корабля выявил плохое состояние медной обшивки. ДеВольф надеялся провести более качественный ремонт в Ситке.

### Зимовка в Ситке 1805—1806 гг.
По пути ДеВольф снова встретил «Мэри», и оба корабля вместе отправились в Ситку, прибыв туда 14 августа 1805 года. ДеВольф писал, что Баранов встретил его в Ситке «с таким любезным гостеприимством, которое сделало его любимым и уважаемым каждым посетителем». К этому времени ДеВольф собрал около 1000 шкур каланов. Он организовал их перевозку на «Мэри» для продажи в Гуанчжоу (Кантон), единственном порту в Китае, открытом в то время для западной торговли.
«Юнону» вытащили на берег и ремонтировали до 6 сентября 1805 года. Были отремонтированы многие балки деревянного набора судна и заменена медь днища. Несмотря на проделанную работу, ДеВольф писал о «Юноне» как об «искалеченной», и что ему придётся просто продолжать путь «и постараться провести оставшуюся часть нашего путешествия с большей осторожностью».

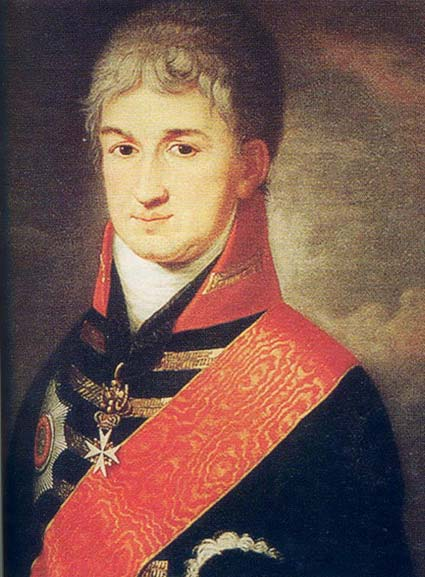
Николай Резанов

ДеВольф предложил Баранову совместное предприятие по охоте на каланов на побережье испанской Калифорнии, хотя испанцы считали такую добычу незаконной. По плану, около 50-60 охотников из алеутов и алютиков Российско-американской компании вместе с их каяками должны будут быть доставлены на борт «Юноны», которое отойдёт в Калифорнию в октябре 1805 года. Впервые подобное совместное предприятие было создано в 1803—1804 годах американским торговцем Джозефом О’Кейном. Баранов согласился на предложение ДеВольфа. Однако 26 августа 1805 года в Ситку прибыло русское судно «Мария». На борту «Марии» под командованием Андрея Васильевича Машина находились несколько пассажиров, присутствие которых изменило ход событий для ДеВольфа. Среди них были дворянин Николай Резанов, посол России в Японии, полномочный представитель Александра I и совладелец Российско-американской компании, Георг фон Лангсдорф, немецкий натуралист и врач, работавший дипломатом, представлявшим Российскую империю, а также офицеры Российского императорского флота, включая Гавриила Давыдова и Николая Хвостова. «Мария» также привезла плотников и материалы для строительства двух новых судов РАК в Ситке.

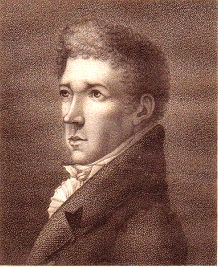
Георг Генрих фон Лангсдорф

Поскольку российскому посту в Ситке не было и года, и он всё ещё строился, а запасы истощались, Баранов не мог с комфортом разместить и русских, недавно прибывших на «Марии», и команду «Юноны». ДеВольф писал, что в Ситке находилось 150 русских и 250 охотников из племени алютиков и алеутов, а также его собственная команда. Все активно готовились к предстоящей зиме, строили мастерские, казармы и другие постройки. Планируемое строительство нового корабля РАК было отложено. Узнав, насколько сложным и дорогим будет строительство нового корабля, ДеВольф «шуточно», как он это охарактеризовал, сказал Лангсдорфу и Резанову, что продаст «Юнону» РАК. Резанов сразу согласился. Остро осознавая нехватку кораблей в РАК, Резанов был готов заплатить гораздо больше, чем за «Юнону» заплатили бы в другом месте. ДеВольф, удивлённый искренностью Резанова, начал переговоры о реальной продаже своего корабля. После некоторых обсуждений было решено, что «Юнона» будет продана РАК за 68 000 долларов (что эквивалентно примерно 1,5 млн долларов в 2023 году), которые будут оплачены векселями на имя директоров РАК в Санкт-Петербурге на сумму 54 638 долларов, 572 мехами морских выдр стоимостью 13 062 доллара, небольшим и плохо построенным русским судном под названием «Ермак», на котором ДеВольф с командой мог бы доставить меха в Китай, и 300 долларов наличными. РАК отчаянно нуждавшаяся в парусных судах, заплатила примерно в два раза больше, чем стоила «Юнона» и весь её груз семье ДеВольф.
5 октября 1805 года «Ермак» был передан ДеВольфу, а «Юнона» — РАК. Флаг США был снят с «Юноны» и поднят на «Ермаке». Также «Юнона» из «Juno» была официально переименована в «Юнону». 27 октября 1805 года «Ермак» отправился в Китай через Гавайи под командованием Джорджа Стетсона, одного из офицеров ДеВольфа. Сам ДеВольф согласился остаться в Ситке до весны 1806 года, когда он отправится с Резановым через Сибирь в Санкт-Петербург.
Зимой 1805—1806 годов ДеВольф и Лангсдорф стали близкими друзьями. Они ходили на охоту и собирали научные образцы для Лангсдорфа. Они научились ходить на местных байдарках. В ноябре, пока Резанов находился на борту «Юноны», закупая припасы на острове Кадьяк, ДеВольф и Лангсдорф решили навестить тлинкитов, которые были перемещены из района Ситки после битвы при Ситке 1804 года. Баранов неохотно согласился предоставить им в качестве переводчика нескольких мужчин племени алутиик и дочь главы клана тлинкитов. Им потребовалось три дня, чтобы добраться до укреплённого поселения тлинкитов, где они остановились на два дня. Они вернулись в Ситку примерно в то же время, когда Резанов вернулся на «Юноне».
Крепость тлинкитов была известна как Tchartle nu ou или Chartle con nu, что означает «Форт Палтуса» или «Форт на Палтусе». Точное местоположение неизвестно, по разным данным, оно находится в Пойнт-Хейсе или Пойнт-Крейвен, возможно, на одном из небольших островов неподалёку в восточной части пролива Перил; или в Линденберг-Хед в проливе Перил, примерно 6 миль (9,7 км) к западу от мыса Крейвен. Лангсдорф описал дом вождя Длхаэтина как дом с приподнятым очагом в центре внутреннего открытого пространства, вмещавшего несколько сотен тлинкитов, собравшихся, чтобы увидеть Лангсдорфа и ДеВольфа.
ДеВольф отметил, что и мужчины, и женщины тлинкитов «знатоки огнестрельного оружия и прекрасно в нём разбираются». Лангсдорф писал, что оружие тлинкитов «состоит в основном из луков и стрел; но с тех пор, как они начали торговать с американскими штатами, они приобрели такой большой запас ружей, пороха и дроби, что уже почти не используют свои стрелы, кроме как для охоты на каланов и [тюленей]». И что тлинкиты «так хорошо разбираются в хороших ружьях, что им невозможно всучить плохие: даже женщины привыкли к огнестрельному оружию и участвуют в охоте». Он также написал, что ДеВольф «уверил меня, что лучшие английские ружья теперь можно купить дешевле на северо-западном побережье Америки, чем в Англии».
Зимой ДеВольф, Лангсдорф, Резанов, другие почётные гости, а также офицеры РАК и российского флота жили неплохо, пользуясь провизией, которую ДеВольф привёз на «Юноне», в то время как простые рабочие на Ситке страдали от переутомления, недоедания и цинги. В своих мемуарах ДеВольф особо отметил сильное неравенство в Ситке. Пока он там был, нехватка продовольствия стала чрезвычайной, а цинга начала влиять на работу в Ситке, в частности на строительство нового корабля, получившего название «Авось». Так что Резанов и Лангсдорф повели «Юнону» под командованием Николая Хвостова в испанскую Калифорнию, чтобы пополнить запасы провизии. Они отправились в путь 8 марта 1806 года и вернулись 21 июня. По пути они попытались, но не смогли войти в реку Колумбия, надеясь найти место для возможного русского поста вблизи устья реки. Таким образом, они были очень близки к встрече с Льюисом и Кларком. Они продолжили путь в Сан-Франциско, где их встретил губернатор Хосе Хоакин де Аррильяга и разрешил закупить провизию для Ситки. Резанов пытался наладить регулярную торговлю между Калифорнией и русской Аляской, но оба правительства не придали этому большого значения.
В мае, пока «Юнона» отсутствовала, из Бостона через Гавайи прибыл американский корабль «О’Кейн» под командованием Джонатана Уиншипа. Уиншип, надеясь повторить более раннее совместное предприятие, реализованное на «О’Кейне» капитаном Джозефом О’Кейном, предложил Баранову организовать совместный поход за котиками с охотниками из племени алютик и алеутов, переправленными в Калифорнию на «О’Кейне». Это было согласовано, и «О’Кейн» отправился в середине мая с более чем 120 охотниками из алютиков и алеутов и 75 байдарками.
К концу июня, когда Резанов и Лангсдорф вернулись на «Юноне», ДеВольф всё больше скучал и беспокоился, успеет ли он попасть в Сибирь до конца сезона. Резанов не хотел отправлять «Юнону» на запад, пока не будет закончена «Авось». Единственным другим доступным судном был «Ростислав», небольшой бриг водоизмещением около 25 тонн . ДеВольф предложил самостоятельно отправиться на «Ростиславе» в Сибирь. Лангсдорф, который также устал от Русской Америки, был воодушевлён этой идеей. Баранов и Резанов согласились, и 30 июня 1806 года «Ростислав» был готов к отплытию с командой из десяти человек и вскоре ДеВольф и Лангсдорф покинули Ситку. «Ростислав» оказался мореходным, но очень медлительным, особенно при слабом летнем ветре. 13 июля они достигли Кадьяка, а 12 августа — Уналашки. Затем они направились к Курильским островам, надеясь достичь Охотска — начальной точки сухопутного пути через Сибирь. В начале сентября ДеВольф подошёл к Охотскому морю, но плохая погода помешала «Ростиславу» зайти в море. Вместо этого ДеВольф был вынужден идти в Петропавловск на Камчатку, где ему пришлось провести зиму 1806-07 годов. «Ростислав» прибыл в Петропавловск 22 сентября 1806 года.

### Зимовка в Петропавловске 1806—1807 гг.

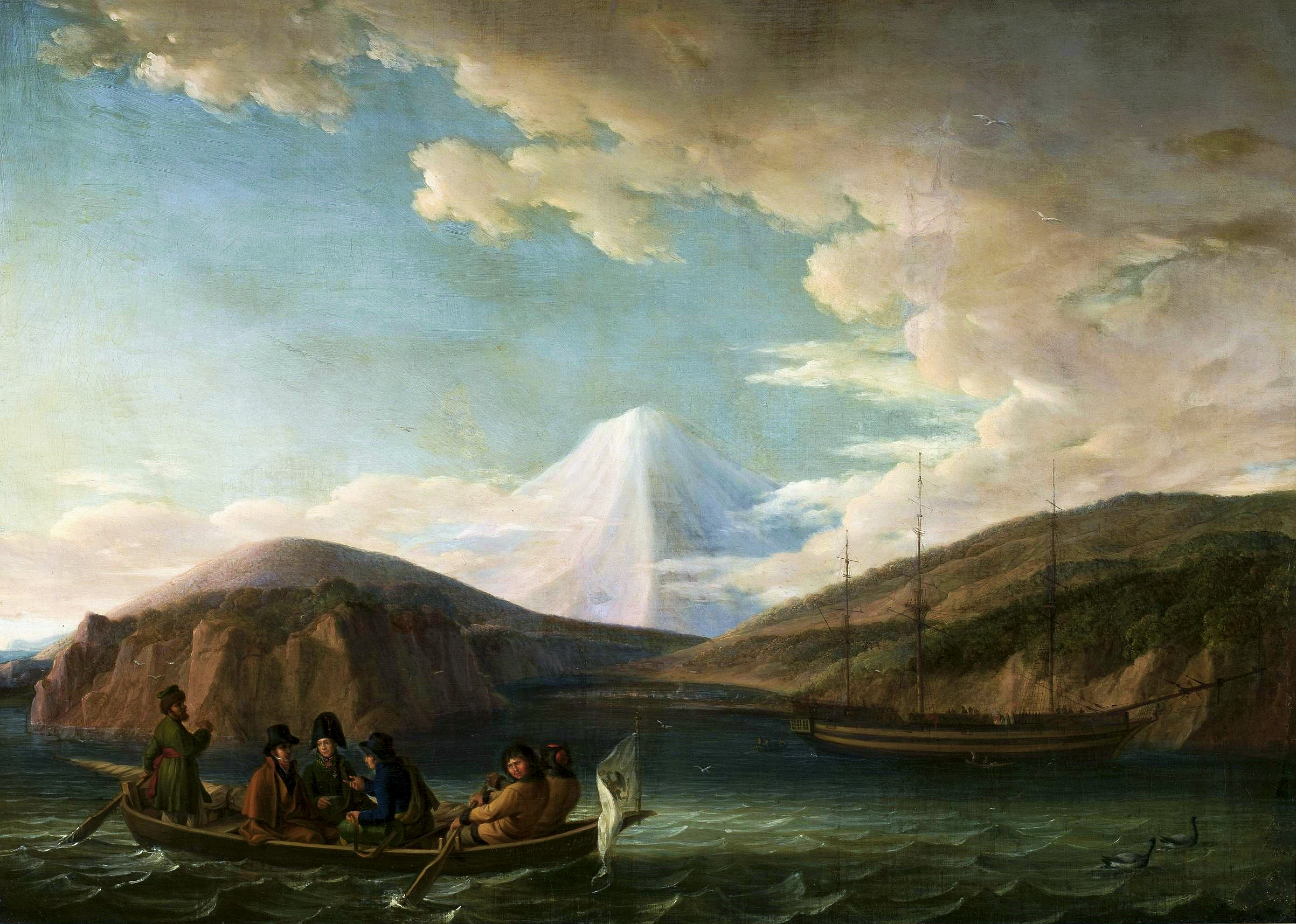
Авачинская бухта, Петропавловск, Корякский вулкан. Картина Фридриха Георга Вайча, ок. 1806 г.

Вскоре после прибытия ДеВольфа в Петропавловск прибыли два российских корабля с людьми, с которыми ДеВольф познакомился в Ситке. Первым прибыл «Авось» под командованием Давыдова, затем старый корабль ДеВольфа «Юнона» под командованием Хвостова. Оба судна, с Резановым на «Юноне», только что совершили набег на японские поселения на Сахалине. Резанова высадили в Охотске. Несколько японских пленных были доставлены в Петропавловск. Резанов планировал вернуть японских пленных в Японию в начале 1807 года, надеясь прорвать изоляционизм Японии и установить торговые отношения.
За зиму ДеВольф научился пользоваться собачьими упряжками, которые были основным видом зимнего транспорта на Камчатке. Он и Лангсдорф совершили ряд экспедиций на собачьих упряжках, иногда вместе, иногда с Давыдовым и Хвостовым. ДеВольф посетил деревни в окрестностях Петропавловска и, по мере того, как росла его уверенность, совершал более длительные поездки по южной оконечности полуострова Камчатка.
Хвостов и Давыдов уехали на Курилы в марте. На борту находился сотрудник РАК и писатель Кирилл Хлебников. Из-за льдов в Охотском море ДеВольфу и Лангсдрофу пришлось ждать до 26 мая 1807 года, чтобы отправиться в Охотск на «Ростиславом». 30 мая они столкнулись с большим китом. Позже ДеВольф писал, что удар был «как о скалу» и что «Ростислав», находившийся на спине кита, поднялся на 2-3 фута из воды. Лангсдорф вспоминал этот инцидент похожим образом — они столкнулись с китом, что «могло бы привести к беде, если бы лодка перевернулась, но капитан ДеВольф действовал весьма компетентно». В более поздние годы ДеВольф рассказал эту историю своему племяннику Герману Мелвиллу, который включил её в «Моби Дика», главу 45, цитируя рассказ Лангсдорфа о ките. Хлебников упомянул об этом событии в своём журнале, просто написав: «Мы столкнулись со спящим китом».

### По суше через Сибирь
27 июня 1807 года «Ростислав» причалил в Охотске. Там он и Лангсдорф узнали, что Резанов заболел и умер 13 марта 1807 года. ДеВольф собрался в сухопутное путешествие по России в Санкт-Петербург. У Лангсдорфа были другие планы, так что ДеВольф отправился без него. 3 июля 1807 года он отправился в Якутск с одиннадцатью лошадьми и проводником-якутом. Он выбрал основной маршрут, который оказался трудным. В Якутск он прибыл 26 июля 1807 года.
Из Якутска ДеВольф отправился в Иркутск на лодке по Лене. Вместе с ним на лодке путешествовал казак, и ДеВольф отметил, с каким большим почтением население провинции относилось к казаку и к нему самому. Позднее он писал, что, будучи «американским капитаном», направлявшимся в Санкт-Петербург «по государственным делам», он встречал от местных большое уважение. В какой-то момент лодка остановилась возле деревни, где случилась вспышка оспы. ДеВольф помог вакцинировать жителей деревни по методу, которому он научился в США. Он пропустил нить через поражённые участки кожи инфицированных жителей деревни, затем разрезал нить на маленькие кусочки, которые вставлял в небольшие разрезы, сделанные на руках незаражённых жителей деревни. Этот метод обычно делал людей невосприимчивыми к оспе.
ДеВольф прибыл в Иркутск 28 августа 1807 года. Там он встретился с представителем РАК, который предоставил ему комнату и питание. Он также встретил своего друга Лангсдорфа, который направлялся в Кяхту, единственное место, где Китай разрешал России торговать, через Байкал. Так что вскоре пути друзей снова разошлись. Остальная часть путешествия ДеВольфа по России прошла относительно спокойно. 10 сентября 1807 года он прибыл в Томск, 30 сентября — в Казань, а 8 октября — в Москву. Он оставался в Москве до 17 октября, а затем отправился в Санкт-Петербург, куда прибыл 21 октября 1807 года.

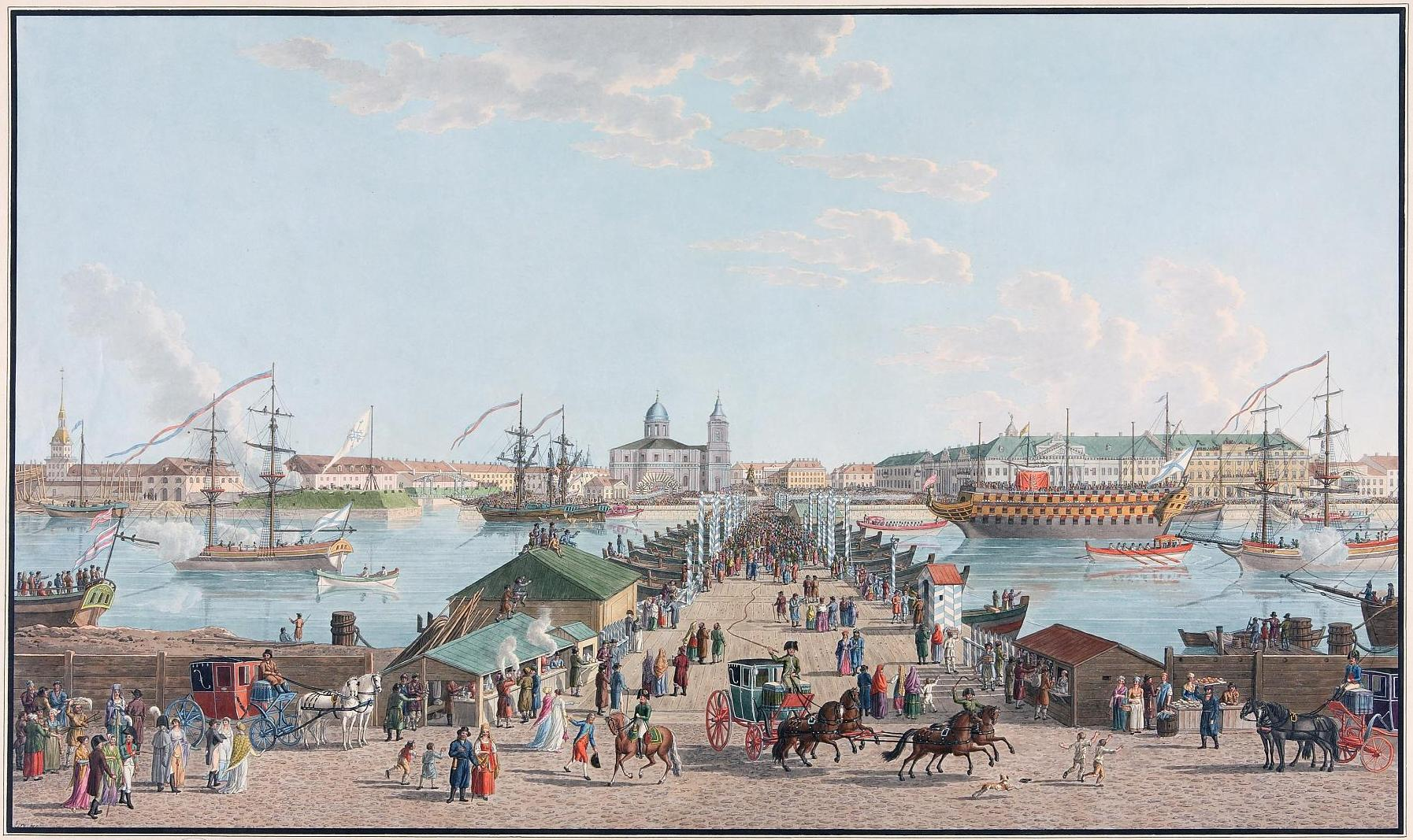
Санкт-Петербург, 1803 г.

В Петербурге ДеВольф отправился в штаб-квартиру РАК, где его представили директору РАК Михаилу Булдакову, который, как и Резанов, был зятем влиятельного в прошлом торговца пушниной с Аляски Григория Шелихова. Языковые трудности были разрешены благодаря американцу Бенедикта Крамера, партнёру банковской фирмы Cramer, Smith and Company и члену совета директоров РАК. Крамер уже знал о продаже ДеВольфом «Юноны» и помог осуществить причитающиеся платежи. Переводные векселя, выданные ДеВольфу в Ситке, были оплачены испанскими долларами. На вырученные средства затем были куплены пенька, железо и промышленные товары, которые ДеВольф отправил в США.
После оплаты ДеВольф отдыхал в Санкт-Петербурге, где его разместил директор Булдаков. Во время своего пребывания ДеВольф встретился с Левиттом Харрисом, генеральным консулом США в России, а также с графом Николаем Румянцевым, министром торговли и будущим министром иностранных дел. Румянцев был также главным спонсором экспедиции, которая доставила Резанова и Лангдорфа в Русскую Америку. ДеВольф планировал остаться в Санкт-Петербурге до конца ноября, но начало англо-русской войны между Россией и Соединённым Королевством ускорило его отъезд. На небольшом голландском судне он покинул Санкт-Петербург в начале ноября, прибыв в Хельсингёр (Эльсинор), недалеко от Копенгагена, Дания, 13 ноября 1807 года.
В Дании ДеВольф познакомился с капитаном Дэвидом Греем, американским торговцем из Портленда, штат Мэн. Грей согласился взять ДеВольфа в Америку. Они быстро достигли Ливерпуля в Англии, но вынуждены были провести там зиму 1807—1808 годов, пока корабль Грея стоял в ремонте. Они покинули Ливерпуль 7 февраля 1808 года и прибыли в Портленд, штат Мэн, 25 марта. Из Портленда ДеВольф отправился на дилижансе в Бристоль, Род-Айленд, и прибыл домой 1 апреля 1808 года. От отправления до возвращения путешествие ДеВольфа заняло почти четыре года. В целом экспедиция принесла семье ДеВольф более 100 000 долларов, что было значительной прибылью по тем временам. Эпическое путешествие Джона ДеВульфа принесло ему прозвище Нор’вест Джон.
Экспедиция Джона ДеВульфа очень повлияла на его жизнь. Он завязал ценные контакты в России, которые привели к торговым отношениям. Его приключения сделали его местной знаменитостью, и на протяжении многих лет он рассказывал свои истории людям, пока, наконец, не написал об этом книгу под названием «Путешествие в северную часть Тихого океана и путешествие по Сибири: более полувека назад», опубликованную в 1861 году.

## Дальнейшая жизнь
После кругосветного путешествия ДеВольф участвовал во многих других походах как бизнесмен, заключая различные международные деловые контракты на протяжении своей долгой и успешной карьеры. Используя свои связи в России, он управлял торговлей семьи ДеВольф с Россией через Балтийское море. Эта торговля между ДеВольфом и Россией продолжалась до 1820-х годов.
К 1823 году ДеВольф основал один из четырёх американских торговых домов, которые работали в Гонолулу в то время. Эти торговые дома снабжались товарами, которые пользовались спросом у гавайцев, а также у растущего числа американцев и других иностранцев на Гавайях. Прибыль получалась за счёт продажи товаров, в основном в обмен на гавайское сандаловое дерево (ʻiliahi или ʻiliahialoʻe), что было процветающим бизнесом в 1820-х годах. По мере того как китобойные суда стали посещать Гавайи в большем количестве, торговое сообщество росло, и китобойные векселя получали всё большее распространение. К 1830 году Гавайи стали крупным торговым центром всей северной части Тихого океана, имеющим связи с Калифорнией, Китаем, Россией и многими островами Тихого океана.

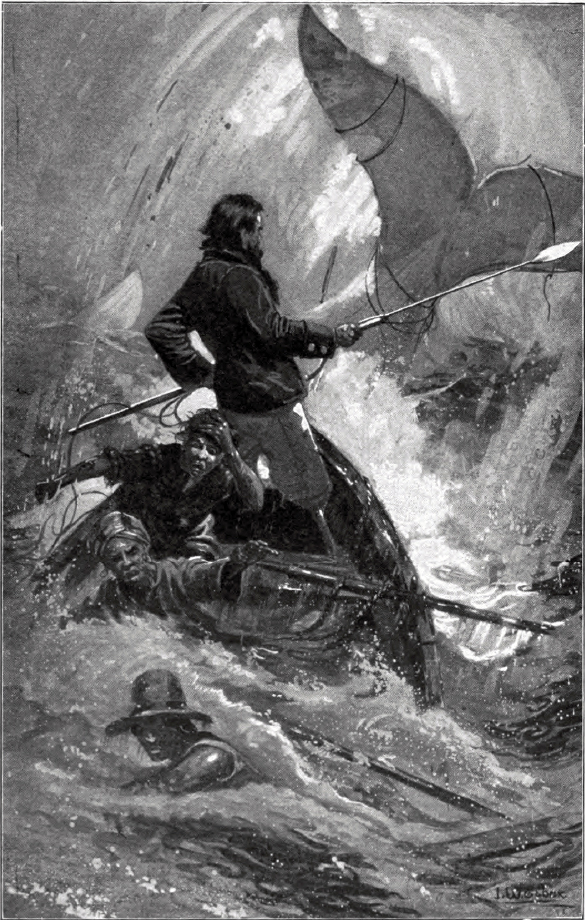
Капитан Ахав и Моби Дик

В 1829 году ДеВольф отказался от морских путешествий и поселился в Бристоле. Он жил на Хоуп-стрит, в доме, который впоследствии стал известен как «Дом капитана Джона ДеВульфа». Он управлял магазином, который сейчас известен как «Магазин капитана Джона ДеВольфа», по адресу Стейт-стрит, 54. Оба здания находились в районе, который сейчас называется историческим районом Бристол-Уотерфронт. Национальный реестр исторических мест описывает «Магазин капитана Джона ДеВольфа» как «принадлежавший знаменитому „Норвесту Джону“ ДеВольфу, первому американцу, пересекшему Сибирь после продажи своего корабля на Аляске торговцу пушниной Российско-американской компании».
В 1814 году ДеВольф женился на Мэри Мелвилл, тёте Германа Мелвилла. У них было двое детей: Нэнси Мелвилл ДеВольф (1814—1901) и Джон Лангсдорф ДеВольф (1817—1886). В 1850 году он и Мэри переехали к своей замужней дочери Нэнси Даунер в Дорчестер, штат Массачусетс.
ДеВольф известен как вдохновитель своего племянника Германа Мелвилла, в том числе драматической историей о встрече с огромным китом, который поднял его корабль из воды — историей, которая повлияла на роман Мелвилла о Моби Дике. ДеВольф упоминается в «Моби Дике». Герман Мелвилл провёл лето 1828 года у ДеВольфов в Бристоле, и в это время «Нор’вест Джон» рассказал ему множество историй о своих приключениях, которые впоследствии вдохновили Германа на написание «Моби Дика». В «Моби Дике» Мелвилл прямо упоминает ДеВольфа и Джорджа Генриха фон Лангсдорфа, с которым ДеВольф познакомился и подружился в русской Аляске.
ДеВольф умер в Дорчестере, штат Массачусетс, в доме своей дочери 8 марта 1872 года. В 1967 году он был включён в Зал славы наследия Род-Айленда. Похоронен на кладбище Форест-Хиллз, Джамейка-Плейн, Бостон.